# Агафонов, Пётр Александрович
Петр Александрович Агафо́нов (1902 — 1955) — советский железнодорожник, новатор производства.

## Биография
Родился в 1902 году в селе Пески (ныне Ульяновская область). С 1917 работал в локомотивном депо в Челябинске. С 1927 был помощником машиниста, затем машинистом на Украине. В 30-е годы XX столетия ввел новый метод кольцевой езды локомотивов и освоил привод тяжелых составов. Член ВКП(б).
После нападения Германии на СССР инициировал создание паровозных колонн НКПС (1941), которые широко использовались в прифронтовых связях. Осенью 1941 организовал и возглавил первую в СССР паровозную колонну имени Государственного Комитета Обороны в составе 5, а затем 15 локомотивов. Колонна через 3 года перевезла более 2 тысяч тяжелых составов, более чем на норму перевезла 150 млн тонн грузов.
Депутат ВС СССР 3-го созыва.
Умер в октябре 1955 года. 

## Признание
- Ударнику сталинского призыва
- Почётный железнодорожник (трижды)
- Сталинская премия третьей степени (1952) — за коренные усовершенствования методов производственной работы, обеспечившие достижение высоких пробегов паровозов между ремонтами
- два ордена Ленина (1942, ?)
- орден Трудового Красного Знамени (1935)
- две медали